# Tolikheden-Karkberget
Tolikheden-Karkberget är ett naturreservat i Jokkmokks kommun i Norrbottens län.
Området är naturskyddat sedan 1998 och är 2 kvadratkilometer stort. Reservatet omfattar Karkbergets sydvästsluttning och Tolikheden nedanför. Reservatet består av gammal tallskog, orörd granurskog med grova aspar, sumpskog, småmyrar och en bäck.. 